# Marcos Maturana
Marcos Maturana del Campo (San Fernando, 1802-Santiago, 29 de agosto de 1871) fue un militar y político chileno.

## Vida privada
Hijo de Manuel Jesús Maturana Guzmán y de Petronila del Campo.
Se casó con Francisca Molina Berbén, con quien tuvo dos hijos, que fueron Marcos Segundo y Francisco de Paula Maturana Molina.
Enviudó y posteriormente el 9 de abril de 1840 contrajo matrimonio con Trinidad Palazuelos Astaburuaga, con la cual tuvo ocho hijos. Dos hombres y seis mujeres. Ellos fueron: Federico, José Joaquín, Clorinda, Trinidad Silverta, María del Carmen, Trinidad Juana y Eloisa Trinidad.

## Vida militar
Ingresó como soldado al batallón los Húsares de la Muerte, el 1 de abril de 1818. Combatió en la batalla de Maipú. Ingresó luego como cadete a la Escuela Militar. Participó en la Expedición Libertadora del Perú, actuando en todas las acciones de guerra, y fue tomado prisionero. 
A su regreso a Chile, tomó parte en la expedición de Chiloé (1825-1826). Bajo las órdenes de José Joaquín Prieto combatió en las batallas de Ochagavía y Lircay, correspondientes a la Guerra Civil de 1830, del lado de Los Pelucones.
Fue ascendido a sargento mayor en 1829 y teniente coronel en 1833. Como comandante general de artillería tomó parte en la Guerra contra la Confederación Perú-Boliviana, hallándose en los combates de Portada de Guías y Yungay. 
Ascendido a coronel en 1839 y nombrado edecán del presidente Manuel Bulnes en 1847. Como comandante del cuerpo de artillería le tocó rechazar el ataque al cuartel en el Motín de Urriola (20 de abril de 1851). General de Brigada en 1854, perteneció a la Corte Marcial (1856) y fue inspector del ejército (1861).
Marcos Maturana calificó en 1870 haber servido en el ejército un total de 57 años, 4 meses y 9 días.

## Vida política
Su cambio a la vida política en 1855 tuvo serios enfrentamientos ideológicos. Toda su vida había sido conservador, sin embargo, tras el quiebre de estos con el gobierno de Manuel Montt, ingresó a la política en ala contraria, el Partido Liberal.
Elegido Diputado en 1855, por Santiago, cargo al que fue reelegido en 1858, 1861 y 1864.
En el gobierno de José Joaquín Pérez fue ministro de Guerra y Marina (1862-1865) y consejero de Estado (1866).
Fue senador subrogante (1864-1873), falleciendo en el cargo el año 1871. 